# Anna Malinová

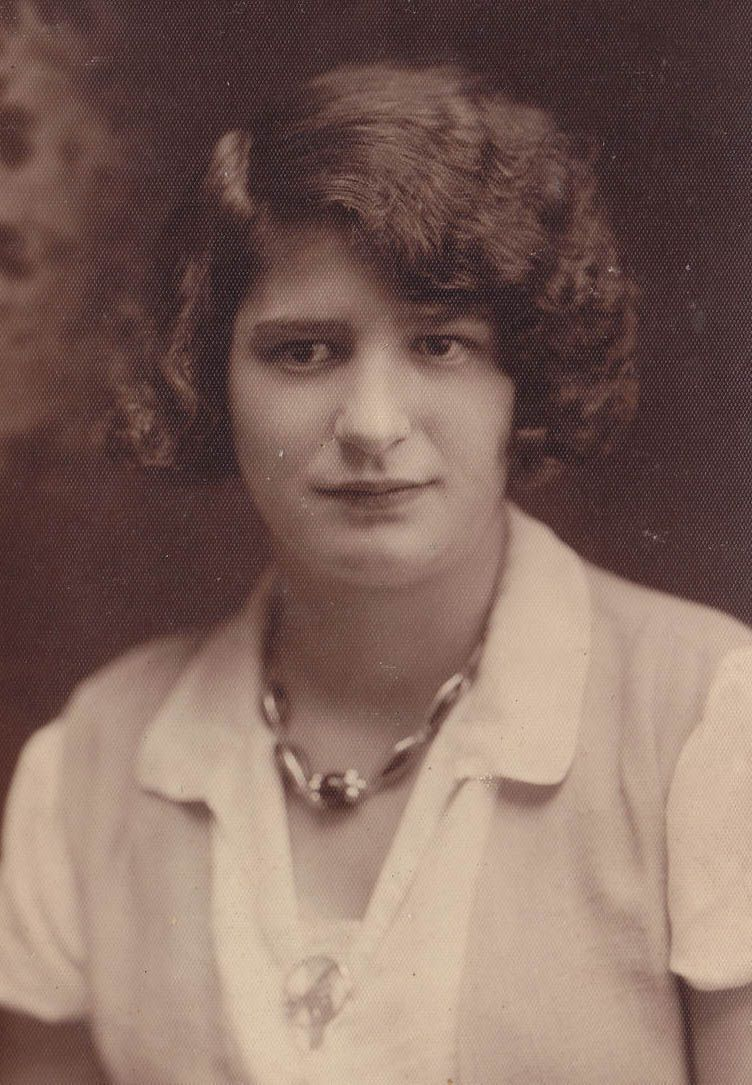
Anna Malinová

Anna Malinová (19. května 1914 Stříbrné Hory – 24. října 1942 v Mauthausenu) byla přítelkyně Jozefa Gabčíka z paradesantní skupiny Anthropoid, jednoho z atentátníků na zastupujícího říšského protektora Reinharda Heydricha. Před provedením atentátu jej ukrývala ve svém bytě v Praze. Byla popravena nacisty v koncentračním táboře Mauthausen dne 24. října 1942. Její dcera Alena (* 1939) byla internována v táboře ve Svatobořicích a druhou světovou válku přežila.

## Život

### Rodina
Anna Malinová se narodila 19. května 1914 ve Stříbrných Horách č. p. 124 v okrese Klatovy do rodiny zámečnického mistra Eduarda Komárka (1859–1937) a jeho druhé manželky Josefy, roz. Hroudové (1882–1973).
Její manžel Antonín Malina byl čalouník, ale zemřel při mobilizaci v roce 1939 nejspíše v důsledku špatných hygienických podmínek. Pražská matriční kniha zemřelých nicméně jako datum úmrtí uvádí 18. květen 1941.
Vdova Anna Malinová bydlela v nevelkém (malá kuchyň a pokojík) pavlačovém bytě v poněkud sešlém domě na Pankráci a v roce 1942 měla tříletou dcerku Alenku. Její dcerka s ní ale nebydlela, neboť žila u své babičky Josefy Komárkové v Nalžovských Horách na Klatovsku (v Podšumaví). (Bylo to ze zdravotních důvodů, v Praze nemohla chodit do školky, kam ji Anna musela vodit, když nastoupila do práce poté, co ovdověla.)

### Jozef Gabčík a Jan Kubiš
V době protektorátní byla Anna Malinová zaměstnána v kartonážním závodě firmy K. Reicha na pražském Smíchově. V témže závodě pracovala i její kolegyně Ludmila Soukupová (rozená Kovárníková). Ta měla shodou okolností také 3,5 roku starou dcerku, žila sama a měla svobodnou sestru Marii Kovárníkovou. Soukupová nebyla vdova, její manžel si od roku 1940 odpykával trest odnětí svobody za sabotáž.
Známost s mladou vdovou Annou Malinovou (byla o dva roky mladší než Gabčík) navázal Jozef Gabčík počátkem ledna 1942 v tramvaji. Mezi oběma vznikl velmi rychle intimní vztah. Gabčík u ní delší čas bydlel a alespoň některé dny a noci v týdnu se u ní zdržoval.
Jozef Gabčík se s Annou Malinovou (a s Janem Kubišem a jeho přítelkyní Marií Kovárníkovou) procházeli po Praze a počítali s tím, že jejich dámský doprovod odpoutá pozornost kolemjdoucích od nich samých.
V bytě u Anny Malinové se Gabčík objevil 26. května 1942 (den před atentátem) s tím, že jí slíbil přijít opět za dva až tři dny. Známost Jozefa Gabčíka s Annou Malinovou trvala asi 5 měsíců. V jejím bytě se ukrýval od 28. května 1942 do 1. června 1942, kdy odešel (jako poslední to jest 7. z parašutistů) do podzemí – krypty chrámu svatého Cyrila a Metoděje v Resslově ulici v Praze. Při loučení a odchodu sice neřekl, kam jde, ale slíbil, že přijde později (přislíbil, že se vrátí).
Po atentátu (27. května 1942) na R. Heydricha předala Anna Malinová zbraně parašutistů dalšímu spolupracovníkovi a zbrojíři parašutistů Oldřichu Frolíkovi.

### Zatčení, výslechy, věznění, ...
Po atentátu na R. Heydricha ji cca po měsíci (a pět dní po zabití parašutistů) dne 23. června 1942 zatklo gestapo. Anna Malinová byla podrobena výslechům, byla vězněna a posléze internována v Malé pevnosti Terezín. Pro její dcerku Alenku si zanedlouho po jejím zatčení gestapo přijelo k babičce do Nalžovských Hor.
Anna Malinová byla (spolu s dalšími 261 českými vlastenci) popravena nacisty zastřelením do týla (při fingované lékařské prohlídce) v koncentračním táboře Mauthausen dne 24. října 1942.

## Alena Malinová
Po zatčení Anny Malinové byla její tříletá dcera Alena (spolu s dalšími 45 dětmi odbojářů, kteří patřili mezi zatčené podporovatele parašutistů) internována na zámečku Jenerálka. Tento objekt byl po atentátu na Reinharda Heydricha přeměněn na dětský domov s tvrdým režimem, kam byly soustřeďovány děti vězněných a popravených. Dne 14. dubna 1944 byly tyto děti odvezeny do internačního tábora Svatobořice u Kyjova na jižní Moravě. Když se v dubnu 1945 přiblížila k táboru Rudá armáda, převezli Němci děti do Plané nad Lužnicí, kde byl pracovní tábor. Odtud se pak děti s koncem druhé světové války dostaly pěšky do nedalekého Turovce, kde se o ně postarali místní hostinští. Po skončení druhé světové války šestiletou Alenku poznali v Plané nad Lužnicí bezdětní manželé Klímovi (Karel a Lída Klímovi byli známí Alenčiných rodičů) a adoptovali ji. (Nakonec se podařilo dohledat Alenčinu babičku v Nalžovských Horách a ta přijela 2. září 1945 za svojí vnučkou do Sezimova Ústí.) Alena Malinová dlouho netušila, že Klímovi nejsou jejími biologickými rodiči. V roce 1960 se provdala a založila rodinu. Alena Voštová (rozená Malinová) pracovala celý život na poště v Táboře. V roce 2001 se přestěhovala do Prahy. Je vdova a i nadále bydlí v Praze.